# Pfälzische Gedenkstätte für die Opfer der NS-Psychiatrie
Die Pfälzische Gedenkstätte für die Opfer der NS-Psychiatrie ist ein Denkmal, das an die Opfer des Pfalzklinikums für Psychiatrie und Neurologie während der Zeit des Dritten Reichs erinnert.

## Lage
Das Denkmal befindet sich auf der Gemarkung der Ortsgemeinde Göcklingen. Unmittelbar westlich verläuft die Gemarkungsgrenze zur Ortsgemeinde Klingenmünster. Auf deren Gemarkung befindet sich außerdem das benachbarte Pfalzklinikum, das von der Gedenkstätte durch die Bundesstraße 48 getrennt ist. Rund hundert Meter östlich der Gedenkstätte steht die vom Pfälzerwald-Verein betriebene Göcklinger Hütte im Keschtebusch.

## Geschichte
Als 1857 die damalige Kreis-Irrenanstalt Klingenmünster eröffnet wurde, folgte zwei Jahre später der Friedhof, der weiter östlich bereits auf Göcklinger Gemarkung entstand.  Während des Zweiten Weltkriegs wurden sämtliche Insassen der seinerzeit Heil- und Pflegeanstalt Klingenmünster heißenden Institution gezielt ermordet; die Opferzahl betrug etwa 1880, die in Massengräbern auf dem Friedhof bestattet wurden. Ab 2004 wurde der Klinikfriedhof teilweise zu einer Gedenkstätte umgestaltet. Die Eröffnung bezüglich dieser neuen Funktion fand am 11. April 2008 statt.

## Beschreibung
Auf dem Friedhof befindet sich unter anderem ein denkmalgeschütztes Kriegerdenkmal.